# 広島中央署8572万円盗難事件
広島中央署8572万円盗難事件は、2017年に広島県警広島中央警察署が保管していた8572万円が盗難にあった事件。

## 概要
2017年5月8日、広島県警広島中央警察署1階にある会計課の金庫から、特殊詐欺事件の証拠品8572万円がなくなっているのを会計課長が発見した。同年2月に押収し、署員が最後に確認したのは3月15日だった。
この現金は、生前贈与を騙って電子メールを不特定多数に送って騙しとったとされている広域詐欺事件の被害金で、広島県警が2017年2月に被疑者5人を逮捕して、主犯格とされている男性から約9000万円を押収して、広島中央警察署の会計課金庫に保管されていた。この被害金は、捜査終了後に被害者に返金される予定であった。
被害金額が8572万円と高額であり、それが県警の会計課金庫から盗まれたことや、数ヶ月にわたって捜査が進展せず被疑者が不明であったことから、マスコミ各社のニュースでも大きく取り上げられた。後に、ダイヤル錠と差し込み式の鍵の二重ロック構造の金庫であるにもかかわらず鍵しか使っておらず、更に約2カ月にわたって点検が行われていないなどの杜撰な管理体制が発覚した。
盗まれた現金は見つかっておらず、「税金で穴埋めするのではないか?」という批判も大きかったことから、広島県警は幹部や職員の互助組織、退職者組織から8572万円を集めており、穴埋めに充てる方針でいる。同署長や、金庫の管理責任者だった当時の同署会計課長ら7人の関係者の処分も済ませている。

## 被疑者
盗難が発覚してから間もなく、4月から広島県警察本部に異動した後に、体調を崩して休職していた36歳の男性警部補が、同僚から多額の借金を背負っていた事が発覚した。このため、5月15日から9月11日まで9度にわたり任意で聴取を行い、嘘発見器も利用したものの、関与を否定し続けた。
その一方で同僚には、なかば「自分がやった。」と関与をほのめかしていたという。その証言を元に自宅を家宅捜索したが、現金は発見できなかった。その後、『山中に埋めた。』『人知れぬところで燃やした。』などの証言は引き出せたものの、現金の行方については口を割らなかったという。
動機について、広島中央署の幹部の名前を挙げて、『許せない。』とか『困らせてやろうと思った。』などと証言したという。事件後、一部の借金を返しているが大きな金額ではなく、今も大半の現金の行方は不明である。

### 被疑者死亡のまま書類送検
その後、9月16日に自宅で死亡しているのが発見され、体内からは10種類近くの向精神薬と睡眠薬が検出された。検視の結果、「事件性はない。」として司法解剖は行われず、死因は「不詳」とされ、自殺とも事故とも事件とも断定されなかった。
警察庁との協議において、県警は犯行時期の絞り込みを進めるよう求められたため、捜査は難航した。だが、日直主任だった3月26日は何度も離席し庁舎外にも出ており、加えて同日以降に「同僚4人に約1千万円を返済する。」などの事実が判明した事により、犯行はこの日に行われたと断定し、警察庁からの了解も得られたため、2020年2月14日に被疑者死亡のまま書類送検された。

### その他
調査によれば、死亡した警部補は競馬にのめり込み、消費者金融や複数の同僚から借金を繰り返し、その総額は約9300万円に上った。そして3月26日から5月13日までに、競馬や借金返済で約8100万円を使っていた。その内約4800万円は、事件発覚後の5月13日に馬券購入に費やしていた。死亡した当日も競馬に興じていた。
なお、同僚6人から虚偽の理由で約1810万円を借りたとして、詐欺容疑でも送検された。